# Langlade (Gard)
Langlade település Franciaországban, Gard megyében. Lakosainak száma 2297 fő (2022. január 1.). Langlade Bernis, Caveirac, Clarensac, Milhaud, Nages-et-Solorgues és Saint-Dionisy községekkel határos.

## Népesség
A település népességének változása:
| Lakosok száma | 381  | 1193 | 1603 | 1958 | 2071 | 2161 | 2190 | 2222 | 2239 | 2297 |
|               | 1968 | 1982 | 1990 | 2006 | 2013 | 2015 | 2017 | 2019 | 2020 | 2022 |